# Cremastosperma cauliflorum
Cremastosperma cauliflorum är en kirimojaväxtart som beskrevs av Robert Elias Fries. Cremastosperma cauliflorum ingår i släktet Cremastosperma, och familjen kirimojaväxter. Inga underarter finns listade i Catalogue of Life.